# Roboastra
Genre
Roboastra est un genre de mollusques de l'ordre des nudibranches.

## Liste des espèces
Selon World Register of Marine Species, on compte dix espèces :
- Roboastra arika Burn, 1967
- Roboastra caboverdensis Pola, Cervera & Gosliner, 2003
- Roboastra europea Garcia-Gomez, 1985
- Roboastra gracilis (Bergh, 1877)
- Roboastra gratiosa (Bergh, 1890)
- Roboastra leonis Pola, Cervera & Gosliner, 2005
- Roboastra luteolineata (Baba, 1936)
- Roboastra ricei Pola, Cervera & Gosliner, 2008
- Roboastra rubropapulosa (Bergh, 1905)
- Roboastra tigris Farmer, 1978.

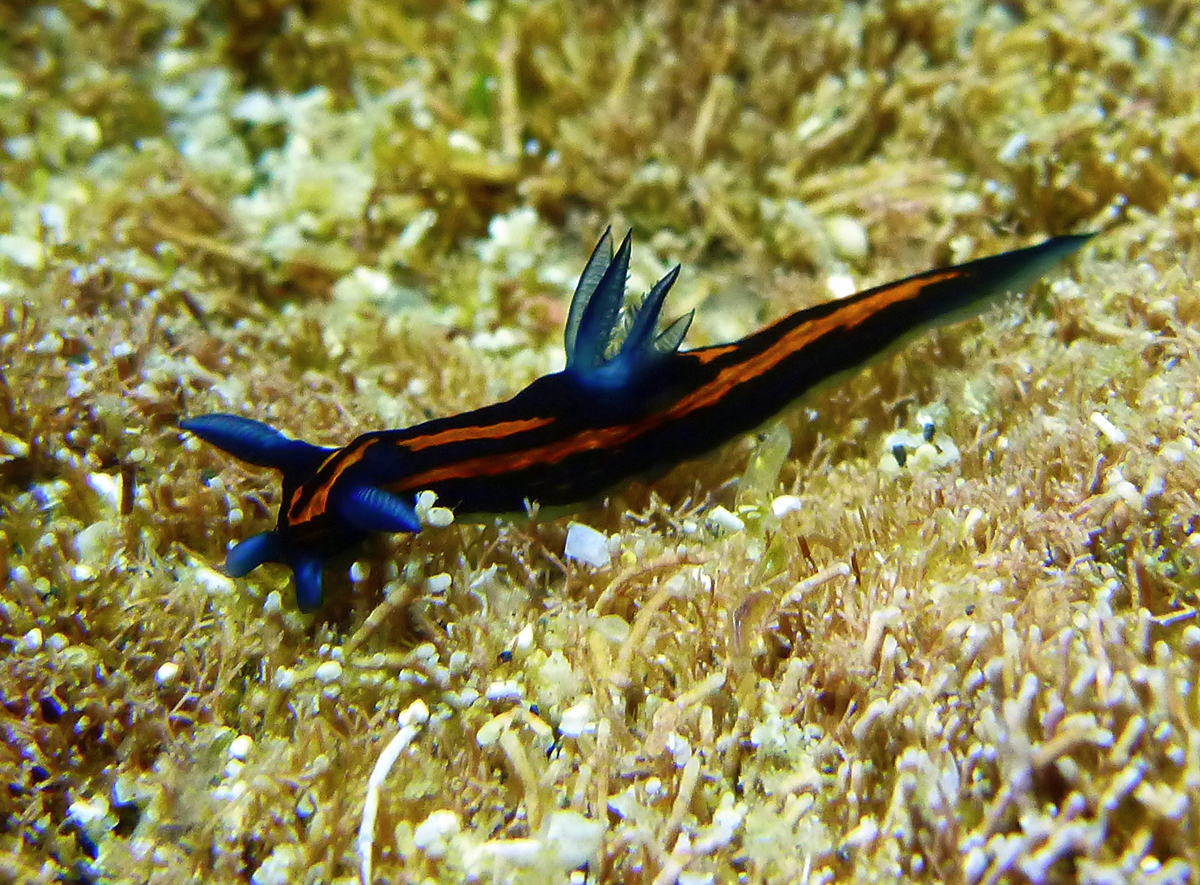
Roboastra gracilis
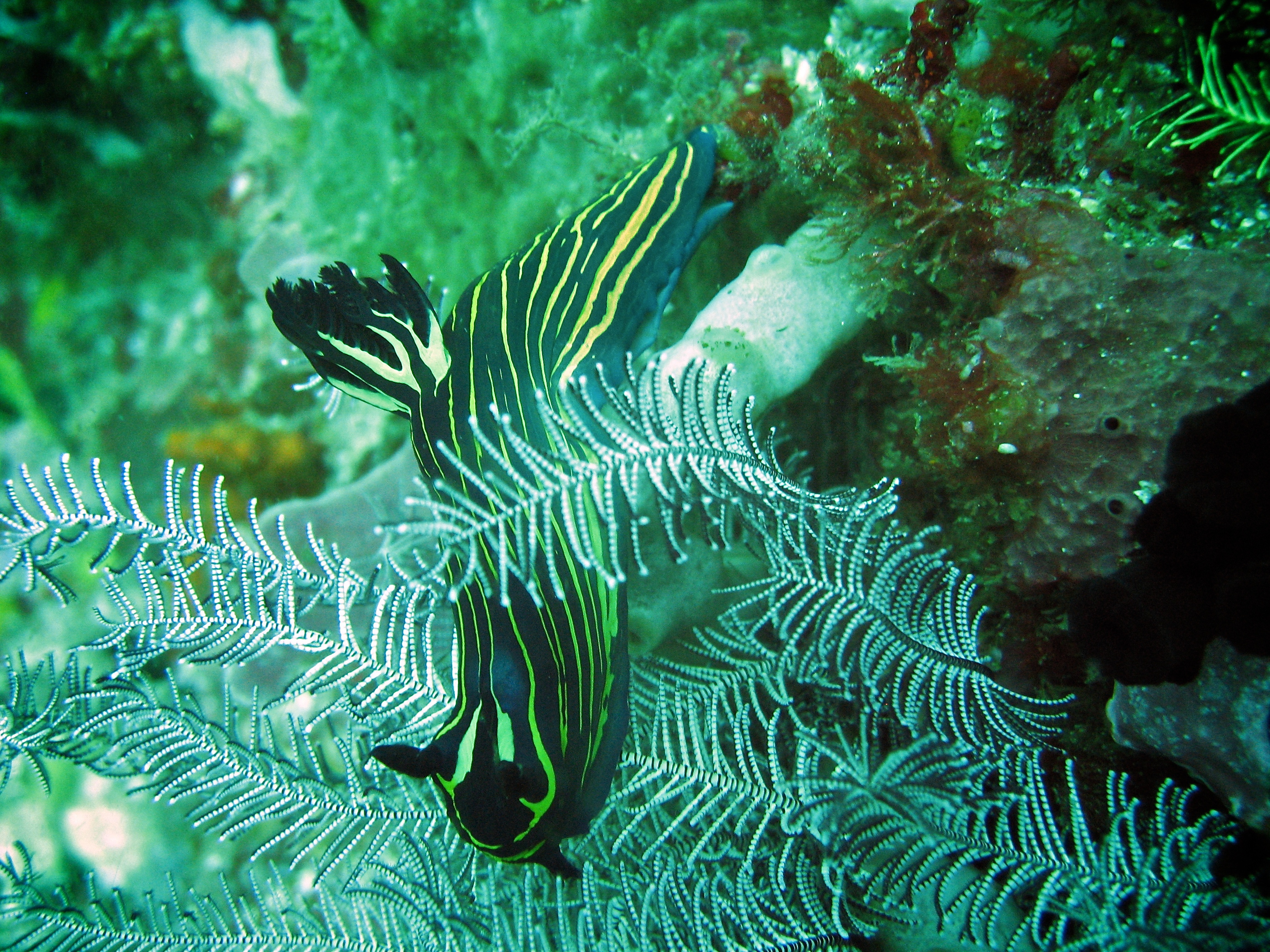
Roboastra luteolineata